# Vanessa Redgrave
Vanessa Redgrave (Londen, 30 januari 1937) is een Engelse filmactrice. Zij won voor haar rol in Julia in 1978 een Oscar en werd hiervoor ook genomineerd voor Morgan: A Suitable Case for Treatment, Isadora, Mary, Queen of Scots, The Bostonians en Howards End. Daarnaast kreeg Redgrave meer dan twintig andere acteerprijzen toegekend, waaronder Golden Globes voor Julia en If These Walls Could Talk 2, Emmy Awards voor Playing for Time en If These Walls Could Talk 2 en de prijs voor beste actrice op het Filmfestival van Cannes voor Isadora en Morgan: A Suitable Case for Treatment.
Redgrave was meer dan 75 keer te zien op het witte doek en daarnaast in meer dan vijftien televisiefilms. Zo speelde ze in onder meer Mission: Impossible, The House of the Spirits, Deep Impact, Julia (Oscar), Howards End (Oscarnominatie), Murder on the Orient Express, Bella Mafia, Wilde, The Pledge en Venus.
Redgrave komt uit een acteursfamilie. Haar ouders zijn acteurs Michael Redgrave en Rachel Kempson (Lady Redgrave). Daarnaast verdienden ook haar zus Lynn Redgrave, broer Corin Redgrave en dochters Natasha Richardson en Joely Richardson hun sporen met acteren. Van Natasha moest ze noodgedwongen afscheid nemen toen zij in 2009 overleed na een ski-ongeluk. Redgrave kreeg beide dochters met haar eerste echtgenoot, regisseur Tony Richardson (1962-1967). Ze hertrouwde in 2006 met acteur Franco Nero. Met hem kreeg ze een zoon, Carlo Gabriel Nero (1969).
Redgrave heeft de Tsjetsjeense politicus Achmed Zakajev geholpen toen hij problemen had met de Russische regering, door zijn zaak onder de internationale aandacht te brengen.
Redgrave laat zich ook kennen als politiek activiste, ze steunt onder meer het streven van het Palestijnse volk naar een eigen staat. Vanwege dit gegeven kwam er kritiek van Joodse zijde toen zij in 1980 de rol van een Joodse overlevende van een concentratiekamp speelde in de televisiefilm Playing for Time. Voor deze rol kreeg ze in 1981 een Emmy Award.

## Trivia
- De Amerikaanse actrice Vanessa Marcil is naar haar vernoemd.
- De inleidende en afsluitende voice-over-teksten van de BBC-serie Call the Midwife worden door Vanessa Redgrave uitgesproken.

## Filmografie
- Mrs Lowry and son (2020)
- Georgetown (2019)
- The Aspern Papers (2018)
- Film Stars Don't Die in Liverpool (2017)
- The Secret Scripture (2016)
- Richard III (2016)
- Foxcatcher (2014)
- The Butler (2013)
- The Last Will and Testament of Rosalind Leigh (2012)
- Song for Marion (2012)
- Anonymous (2011)
- Cars 2 (2011, stem)
- Coriolanus (2011)
- The Whistleblower (2010)
- Letters to Juliet (2010)
- Gud, lukt och henne (2008)
- Ein Job (2008, televisiefilm)
- Restraint (2008)
- Atonement (2007)
- Evening (2007)
- How About You (2007)
- The Riddle (2007)
- Venus (2006)
- The Shell Seekers (2006, televisiefilm)
- The Thief Lord (2006)
- The White Countess (2005)
- Short Order (2005)
- The Keeper: The Legend of Omar Khayyam (2005)
- The Fever (2004)
- Good Boy! (2003, stem)
- Byron (2003, televisiefilm)
- The Locket (2002, televisiefilm)
- Crime and Punishment (2002)
- The Gathering Storm (2002, televisiefilm)
- Jack and the Beanstalk: The Real Story (2001, televisiefilm)
- The Pledge (2001)
- Die Erika und Klaus Mann Story (2000, aka Escape to Life)
- A Rumor of Angels (2000)
- Children's Story, Chechnia (2000, stem)
- Mirka (2000)
- If These Walls Could Talk 2 (2000, televisiefilm)
- The 3 Kings (2000)
- Girl, Interrupted (1999)
- Uninvited (1999)
- Cradle Will Rock (1999)
- Lulu on the Bridge (1998)
- Deep Impact (1998)
- Bella Mafia (1997, televisiefilm)
- Déjà Vu (1997)
- Mrs. Dalloway (1997)
- Wilde (1997)
- Smilla's Sense of Snow (1997)
- The Willows in Winter (1996, televisiefilm)
- Two Mothers for Zachary (1996, televisiefilm)
- Mission: Impossible (1996)
- The Wind in the Willows (1995, televisiefilm)
- Down Came a Blackbird (1995, televisiefilm)
- A Month by the Lake (1995)
- Little Odessa (1994)
- Mother's Boys (1994)
- They (1993, televisiefilm)
- Storia di una capinera (1993, aka Sparrow)
- The House of the Spirits (1993)
- Un muro de silencio (1993, aka A Wall of Silence)
- Great Moments in Aviation (1993, televisiefilm)
- Howards End (1992)
- The Ballad of the Sad Cafe (1991)
- Young Catherine (1991, televisiefilm)
- What Ever Happened to Baby Jane? (1991, televisiefilm)
- Orpheus Descending (1990, televisiefilm)
- Pokhorony Stalina (1990, aka Stalin's Funeral)
- Romeo-Juliet (1990, stem)
- Diceria dell'untore (1990, aka Breath of Life)
- A Man for All Seasons (1988, televisiefilm)
- Consuming Passions (1988)
- Prick Up Your Ears (1987)
- Second Serve (1986, televisiefilm)
- Comrades (1986)
- Steaming (1985)
- Wetherby (1985)
- The Bostonians (1984)
- Sing Sing (1983)
- My Body, My Child (1982, televisiefilm)
- Playing for Time (1980, televisiefilm)
- Bear Island (1979)
- Yanks (1979)
- Agatha (1979)
- Julia (1977)
- The Palestinian (1977)
- The Seven-Per-Cent Solution (1976)
- Out of Season (1975)
- Murder on the Orient Express (1974)
- Mary, Queen of Scots (1971)
- The Trojan Women (1971)
- La vacanza (1971, aka Vacation)
- The Devils (1971)
- Drop-out (1970)
- En mor med två barn väntandes sitt tredje (1970, aka A Mother with Two Children Expecting Her Third)
- Un tranquillo posto di campagna (1969, aka A Quiet Place in the Country)
- Oh! What a Lovely War (1969)
- Isadora (1968)
- The Sea Gull (1968)
- The Charge of the Light Brigade (1968)
- Camelot (1967)
- The Sailor from Gibraltar (1967)
- Red and Blue (1967)
- Blow-Up (1966)
- A Man for All Seasons (1966)
- Morgan: A Suitable Case for Treatment (1966)
- As You Like It (1963, televisiefilm)
- Behind the Mask (1958)
- Men, Women and Clothes: Sense and Nonsense in Fashion (1956)